# Maken-ki!
Maken-ki! (マケン姫っ!, Makenki!) é um mangá japonês de Hiromitsu Takeda. Foi publicado pela revista da Fujimi Shobo, Dragon Age Pure e posteriormente a Monthly Dragon Age, após a revista anterior cessar a publicação. Foi adaptada em anime pela AIC, transmitido no AT-X no outono de 2011. É licenciado na América do Norte pela Funimation com o título Maken-Ki! Battling Venus. Dois episódios de OVA animados pela AIC e Xebec foram lançados de 2012 a 2013. Eles foram compilados com os volumes 8 e 11 do mangá, respectivamente. Uma segunda temporada, intitulada Maken-Ki! Two (マケン姫っ！通, Makenki! Tsū), foi animada pela Xebec e transmitida em 2014.

## Mídia

### Anime
Uma adaptação em anime foi anunciada no sítio oficial da Monthly Dragon Age em dezembro de 2010. Em abril de 2011, a Monthly Dragon Age confirmou que o anime seria transmitido na televisão. Produzida pela AIC sob a direção de Kōichi Ōhata com Yōsuke Kuroda como supervisor de roteiro e música de Cher Watanabe, a série de anime começou sua primeira transmissão em 5 de outubro de 2011.[carece de fontes?] A série de anime foi licenciada pela Funimation Entertainment na América do Norte. Um anúncio do elenco foi feito em 30 de agosto de 2013 e a primeira temporada completa foi lançada em 12 de novembro. A primeira temporada adapta os quatro primeiros volumes do mangá, enquanto a segunda temporada apresenta arcos de história completamente originais e independentes.
Após a segunda temporada, uma série de especiais de cinco minutos foi incluída nos lançamentos em Blu-ray/DVD, a partir de 28 de março de 2014.

## Recepção
Andy Hanley, da UK Anime Network, ao resenhar os cinco primeiros episódios, encontrou pouca originalidade na série de anime.